# Alfred Minke
Alfred Minke (* 21. März 1948 in Eupen) ist ein belgischer Historiker sowie Mitbegründer und langjähriger Leiter des Staatsarchivs in Eupen.

## Leben und Wirken
Nach seinem Abitur am Collège Patronné in Eupen studierte Minke das Fach Geschichte mit Schwerpunkt Kirchengeschichte an der Université catholique de Louvain. Im Anschluss daran wurde er als Lehrer für Geschichte am Collège Patronné übernommen. Darüber hinaus arbeitete er einmal wöchentlich als Assistent in der geisteswissenschaftlichen Fakultät der Université catholique in Louvain-la-Neuve. Minke wurde im Jahr 1976 mit erst 28 Jahren als erster Nichtpriester zum neuen Leiter am Collège Patronné ernannt. Er bekleidete dieses Amt drei Jahre lang bis zu seiner Promotion bei Roger Aubert an der Université catholique de Louvain im Jahr 1979 und war anschließend weiterhin an seiner Schule als Geschichtslehrer tätig. Politisch aktiv, bekleidete Minke als Mitglied des Stadtrates von 1983 bis 1988 das Amt des Kulturschöffen der Stadt Eupen. Von April 1985 bis September 1987 war er als Forscher am Centre national de la recherche scientifique (Groupe de recherches et d'études coordonnées 2: histoire religieuse moderne et contemporaine) in Paris tätig. Im September 1987 erfolgte seine Ernennung zum Sonderbeauftragten in der staatlichen belgischen Archivverwaltung. Seit April 1985 war er vom Schuldienst freigestellt.
Nachdem im Jahr 1987 in der Politik Pläne gereift waren, ein Staatsarchiv für die Deutschsprachige Gemeinschaft als Niederlassung der staatlichen belgischen Archivverwaltung aufzubauen, erhielt Minke den Auftrag, die entsprechenden Planungen zu konzertieren. Schließlich konnte er für das künftige Staatsarchiv in Eupen Räumlichkeiten im Haus Rehrmann-Fey in Eupen für das neue Archiv einrichten, im April 1989 die ersten den Gerichtsbezirk Eupen betreffenden Archivalien aus Lüttich dorthin überführen sowie im November des gleichen Jahres ein Abkommen über die Verwaltung des beim Staatsarchiv in Eupen hinterlegten Archivguts abschließen. Zugleich wurde Minke ab 1988 mit der Leitung dieses Archivs betraut, die er bis zu seiner Pensionierung im Jahr 2011 wahrnahm. Schließlich wurde unter seiner Leitung 1996 das Eupener Staatsarchiv als eigene Abteilung des belgischen Staatsarchivs geführt und ist seit 2013 Teil der operationellen Direktion des Staatsarchivs in den wallonischen Provinzen. Minke gehörte 1995 zu den Gründern der jährlich stattfindenden deutsch-niederländisch-belgischen Archivsymposien.
Darüber hinaus nahm er einen Lehrauftrag als Dozent (seit 2001 Professor) für ostbelgische Geschichte an der Université Catholique de Louvain wahr und leitete von 2005 bis 2007 interimistisch die operationelle Direktion des Staatsarchivs in den wallonischen Provinzen sowie von 2008 bis 2010 das Staatsarchiv in Lüttich. Ferner übernahm er – zusammen mit seiner Frau Anne-Marie Minke-Ruwet und ihren Mitarbeiterinnen – ehrenamtlich die Leitung der Borromäus-Pfarrbibliotheken von St. Nikolaus (1997) und St. Josef (2019) in Eupen, wobei letztere 2021 neue Räumlichkeiten im alten Pfarrhaus in Eupen-Unterstadt erhielt. Minke ist Ehrenpräsident des von ihm 1995 mitgegründeten Fördervereins des Archivwesens in der Deutschsprachigen Gemeinschaft Belgiens und Mitglied der Gesellschaft für rheinische Geschichtskunde. Des Weiteren verfasste, bzw. verfasst er weiterhin mehrere Bücher sowie zahlreiche Aufsätze für Fachzeitschriften, die teilweise in mehreren Sprachen übersetzt worden sind. Zurzeit ist der zweite Band zur Eupener Pfarrgeschichte von St. Nikolaus in der Entwicklung und wird voraussichtlich 2022 erscheinen.
Für sein Werk wurde Minke mit dem Prix Vicomte Terlinden der Université catholique de Louvain, der Subvention triennale Henri Pirenne und dem Prix Léon Leclère der Académie royale de Belgique sowie dem Rheinlandtaler und dem Anton-Hecking-Schild ausgezeichnet. Von 1995 bis 1998 gehörte Minke dem Verwaltungsrat der König-Baudouin-Stiftung an.

## Schriften (Auswahl)
- Eupen : Fahrplan durch seine Vergangenheit, Grenz-Echo-Verlag, Eupen 1980
- Eupen – St.-Nikolaus, Band 1: Die streitende Kirche 1213–1794, Grenz-Echo-Verlag, Eupen 1983, ISBN 978-3-923099-20-7
- Mgr Zaepffel et la réorganisation concordataire du diocèse de Liège (Préface de Bernard Plongeron), Université catholique de Louvain, Recueil de travaux d'histoire er de philologie, 6e série, Fascicule 27, Louvain-la-Neuve, Brüssel 1985, D/1985/0081/11
- Entre-Meuse-Rhin-et-Mose, Brepols-Verlag, Turnhout 1992, ISBN 2-503-50290-3
- St. Franziskus-Garnstock : Kloster und Missionskolleg der südbrasilianischen Ordensprovinz der Franziskaner in Belgien (1924–1983), Grenz-Echo-Verlag, Eupen 1995
- St. Nikolaus Eupen, Schnell und Steiner Verlag, Regensburg 1988, 4. veränderte Auflage, Regensburg 2003, ISBN 3-7954-5440-9.
- Zisterzienserabtei Unsere Liebe Frau von Val-Dieu, Schnell und Steiner Verlag, Regensburg 1998, ISBN 978-3-7954-6120-1
- Stadt Eupen 325 Jahre 1674–1999 Daten-Fakten-Hintergründe, Eigenverlag der Stadt Eupen, Eupen, 1999
- Belgien 1830–2005: deutschsprachige Gemeinschaft 1980–2005, Grenz-Echo-Verlag, Eupen 2006, ISBN 978-90-5433-216-9
- Todesanzeigen und Totenzettel im Staatsarchiv Eupen, Grenz-Echo-Verlag, Eupen 2006, ISBN 978-3-86712-012-8
- Josephine Koch – Leben und Wirken, Erbe und Auftrag, Josephine Koch-Service V.o.G. , Eupen 2007
- Internationale Archivsymposien in Luxemburg (L) (2008) und Münster (D) (2009) mit Nachträgen zu den Symposien in Brauweiler (D) (2005) und Hasselt (B) (2007), Generalstaatsarchiv Brüssel 2010, ISBN 978-90-5746-239-9
- Habsburg in Limburg, Grenz-Echo-Verlag, Eupen 2006, ISBN 90-5433-221-2
- Kleine Pfarrgeschichte Ostbelgiens, Grenz-Echo-Verlag, Eupen 2010
- Von Oipen nach Eupen 800 Jahre Eupen – 1213–2013 – Eine Zeitreise, Eigenverlag der Stadt Eupen, Eupen 2013
- 600 Jahre Kirche im Dorf Von der Kapellengemeinde Titfeld zum Pfarrverband Raeren 1415–2015, Festschrift zum Jubiläum, Eigenverlag der Pfarrwerke St. Nikolaus Raeren V.o.G., Raeren 2015
- Inventar des Archivs der Franziskanerinnen von der Hl. Familie (1703–2011). Generalstaatsarchiv, Brüssel 2015, ISBN 978-90-5746-761-5 (PDF; 3,3 MB).
- Von der „städtischen Heilanstalt“ zum regionalen „Basiskrankenhaus“, Eigenverlag des St.-Nikolaus-Hospitals Eupen, Eupen 2016.
- Die veredelnde Wirkung des guten Buches – 200 Jahre kirchliche Büchereiarbeit, Eigenverlag der Öffentlichen Pfarrbibliothek Eupen St. Nikolaus V.o.G., Eupen 2018